# عبد القادر ياسين
عبد القادر ياسين، ولد في يافا في فلسطين عام 1937. يكتب في مجلات الدراسات والبحوث.

## مؤلفاته
- كفاح الشعب الفلسطيني حتى عام 1948 [ثلاث طبعات الأولى 1975].
- الحركة الوطنية الفلسطينية 1948-1970.
- شبهات حول الثورة الفلسطينية- 1977.
- الصراع الطبقي- 1980.
- تجربة الجبهة الوطنية في قطاع غزة- 1980.
- فكر اليسار المصري وتصفية فلسطين- 1981.
- تاريخ الطبقة العاملة الفلسطينية.
- أزمة فتح [ثلاث طبعات 1983-1984-1985]